# Hasan II (Alawici)
Hasan II, arab. الحسن الثاني بن محمد, Al-Ḥasan aṯ-Ṯānī ibn Muḥammad (ur. 9 lipca 1929 w Rabacie, zm. 23 lipca 1999 tamże) – król Maroka w latach 1961–1999, najstarszy syn króla Muhammada V i królowej Lalli Abli bint Tahar, ojciec obecnego władcy Muhammada VI. Należał do dynastii Alawitów.

## Zarys biografii
Po uzyskaniu niepodległości przez Maroko w 1956 jako naczelny dowódca marokańskiej armii stłumił liczne powstania Berberów w górach Rif. Po wstąpieniu na tron w 1961 był zwolennikiem konserwatywnej polityki, opierając się przy tym na starych elitach i feudalnych strukturach kraju. Po niepokojach społecznych we wczesnych latach sześćdziesiątych rozwiązał nowo utworzony parlament (na mocy konstytucji z 1962 Maroko było już wtedy monarchią konstytucyjną) i przejął rządy w kraju. Ofiarą prześladowań padła wtedy przede wszystkim lewicowa opozycja. W 1965 przebywający na wygnaniu w Paryżu przywódca opozycji Mahdi ibn Barka został uprowadzony i zamordowany. Wzmogło to nastroje antykrólewskie w kraju. Doszło do dwóch nieudanych wojskowych zamachów stanu w 1971 i 1972, mających na celu proklamowanie republiki.
W październiku 1963 roku zakwestionował suwerenność Algierii i rozpoczął tzw. wojnę piaskową, w której siły algierskie pokonały wojska marokańskie.  W 1975 Hasan II zainicjował zielony marsz, w ramach którego 300 tysięcy nieuzbrojonych marokańskich cywilów wkroczyło na tereny Sahary Zachodniej, będącej wówczas hiszpańską kolonią. Hiszpania zrzekła się ostatecznie praw do swojej kolonii i przekazała ją Maroku. Wkrótce jednak rozpoczęły się powstania Polisario, mające na celu wywalczenie dla Sahary Zachodniej niepodległości. Doprowadziło to do pogorszenia stosunków między Marokiem a Algierią i Libią, które popierały ruch Polisario. Kryzys doprowadził do tego że wojska marokańskie w 1976 roku stoczyły z wojskiem algierskim bitwę o Amgalę z udziałem kilkuset żołnierzy. Chociaż konfliktu wokół Sahary Zachodniej do dziś ostatecznie nie rozwiązano, w 1989 doszło do ocieplenia stosunków z Libią i Algierią i utworzenia Arabskiej Unii Maghrebu celem pogłębienia współpracy gospodarczej i kulturalnej w regionie.
Do największych osiągnięć Hasana II zaliczają się rozbudowa systemów nawadniających w kraju dla zaopatrzenia pól uprawnych oraz intensywne starania o pokojowe rozwiązanie konfliktu palestyńskiego na Bliskim Wschodzie.
W polityce wewnętrznej Hasanowi II udawało się utrzymywać pod kontrolą zbrojne ugrupowania ekstremistów islamskich. Od czasu zmiany konstytucji w 1992 rozpoczęła się ostrożna liberalizacja polityki w kraju.
Zmarł z powodu zawału mięśnia sercowego w szpitalu CHU Ibn Sina w Rabacie, był wcześniej tego dnia hospitalizowany z powodu ostrego śródmiąższowego zapalenia płuc, miał 70 lat. W związku z jego śmiercią w Maroku ogłoszono czterdziestodniową żałobę narodową. Kilka państw ogłosiło żałobę narodową m.in. Zjednoczone Emiraty Arabskie (40 dni), Bahrajn (7 dni), Mauretania (7 dni), Algieria (3 dni), Egipt (3 dni), Jordania (3 dni), Liban (3 dni), Libia (3 dni), Autonomia Palestyńska (3 dni), Katar (3 dni), Sudan (3 dni), Syria (3 dni), Tunezja (3 dni), Jemen (3 dni), Portugalia (2 dni). W pogrzebie króla Hasana II uczestniczyło wiele przywódców z całego świata m.in. prezydent USA Bill Clinton, prezydent Francji Jacques Chirac, prezydent Egiptu Husni Mubarak czy przywódca Palestyny Jasir Arafat.

## Odznaczenia
- Wielki Mistrz Orderu Alawitów (Maroko)
- Wielki Mistrz Orderu Tronu (Maroko)
- Wielki Mistrz Orderu Wojskowego (Maroko)
- Wielka Gwiazda Odznaki Honorowej za Zasługi dla Republiki Austrii[11]
- Order Al-Khalifa I klasy (Bahrajn)
- Wielka Wstęga Orderu Leopolda (Belgia)[11]
- Order Słonia (Dania)
- Łańcuch Orderu Nilu (Egipt)[11]
- Krzyż Wielki Legii Honorowej (Francja)[11]
- Krzyż Wielki Orderu Zbawiciela (Grecja)[11]
- Łańcuch Orderu Karola III (Hiszpania)[11]
- Kawaler Krzyża Wielkiego Orderu Lwa Niderlandzkiego {Holandia)[11]
- Order Dwóch Rzek I klasy (Irak)[11]
- Order Pahlawiego I klasy (Iran)[11]
- Order Al-Husajna Ibn Alego (Jordania)[11]
- Order Jugosłowiańskiej Gwiazdy I klasy (Jugosławia)[11]
- Krzyż Wielki Królewskiego Orderu Kambodży[11]
- Łańcuch Orderu Mubaraka Wielkiego (Kuwejt)[11]
- Wielki Łańcuch Orderu Idrisa I (Królestwo Libii)[11]
- Krzyż Wielki Orderu Narodowego (Mali)[11]
- Krzyż Wielki Orderu Zasługi Narodowej (Mauretania)[11]
- Nishan-i-Pakistan (Pakistan)[11]
- Krzyż Wielki Orderu Świętego Jakuba od Miecza (Portugalia)[12]
- Wielki Łańcuch Orderu Infanta Henryka (Portugalia)[12]
- Stopień Specjalny Krzyża Wielkiego Orderu Zasługi RFN[11]
- Honorowy Rycerz Krzyża Wielkiego Orderu Łaźni (Wielka Brytania)
- Królewski Łańcuch Wiktoriański (Wielka Brytania)[11]
- Łańcuch Orderu Zasługi Republiki Włoskiej[11]